# 利格 (吉伦特省)
利格（法語：Ligueux，法語發音：[liɡø]）是法国吉伦特省的一个市镇，属于利布尔讷区。

## 地理
利格（44°47'9"N, 0°16'10"E）面积5.05 平方千米，位于法国新阿基坦大区吉倫特省，该省份为法国西南部沿海省份，是法國本土面积最大的省，北起滨海夏朗德省，西临大西洋，南至朗德省，东南接洛特-加龍省，东临多爾多涅省。
与利格接壤的市镇（或旧市镇、城区）包括：圣菲利普-迪塞尼亚勒、马尔格龙、莫内斯捷、拉扎克德索西尼亚克、皮讷伊、拉罗基耶。

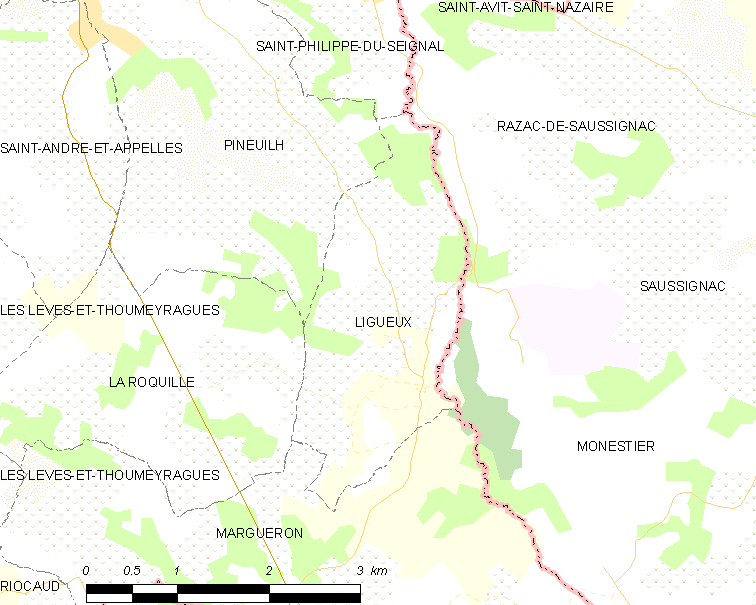
的OSM定位图

利格的时区为UTC+01:00、UTC+02:00（夏令时）。

## 行政
利格的邮政编码为33220，INSEE市镇编码为33246。

## 政治
利格所属的省级选区为勒雷奥莱-莱巴斯蒂德县。

## 人口

1962-2008年间人口变化图示

利格于2022年1月1日时的人口数量为140人。